# Friedrich Wilhelm Putzger

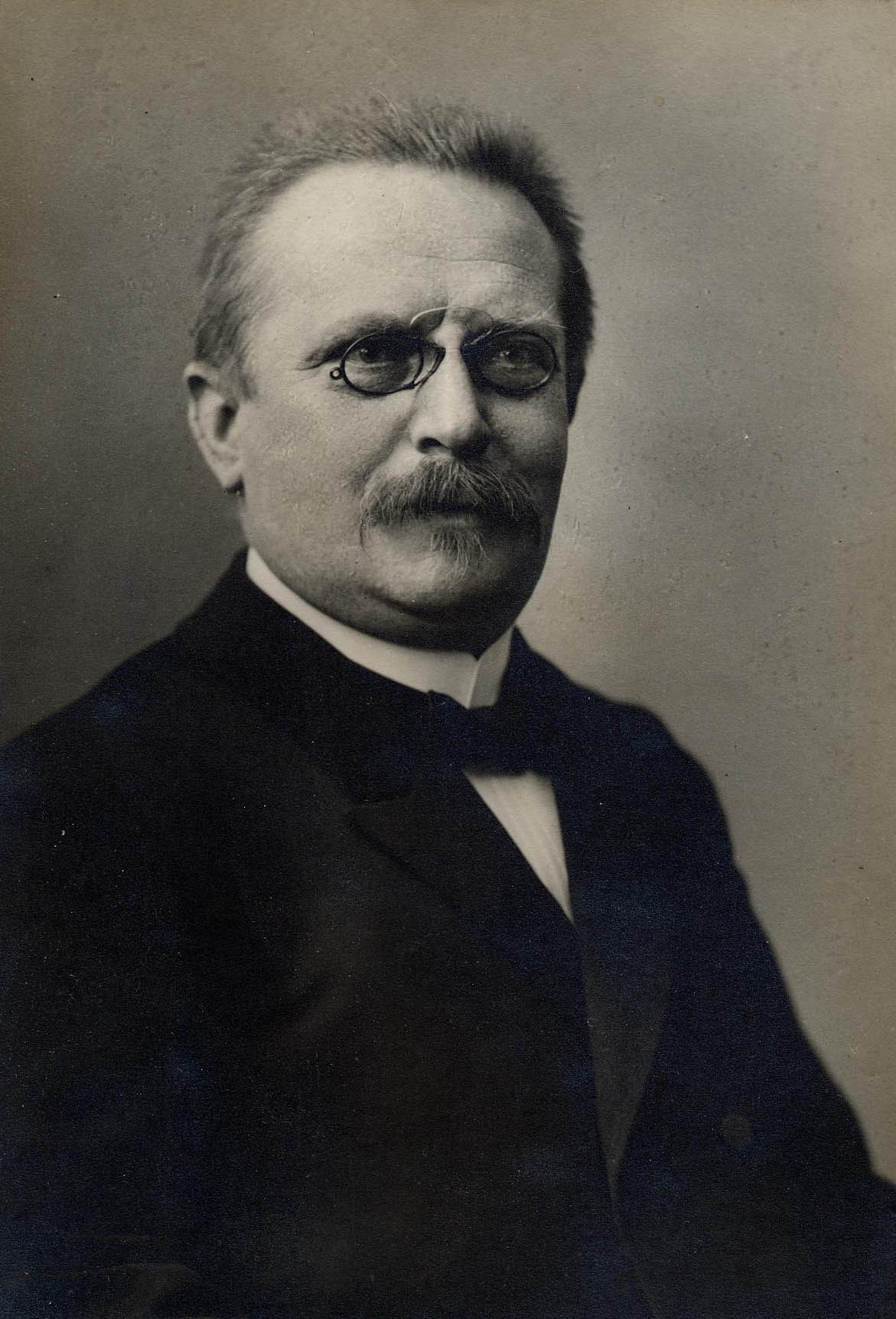
Friedrich Wilhelm Putzger um 1900

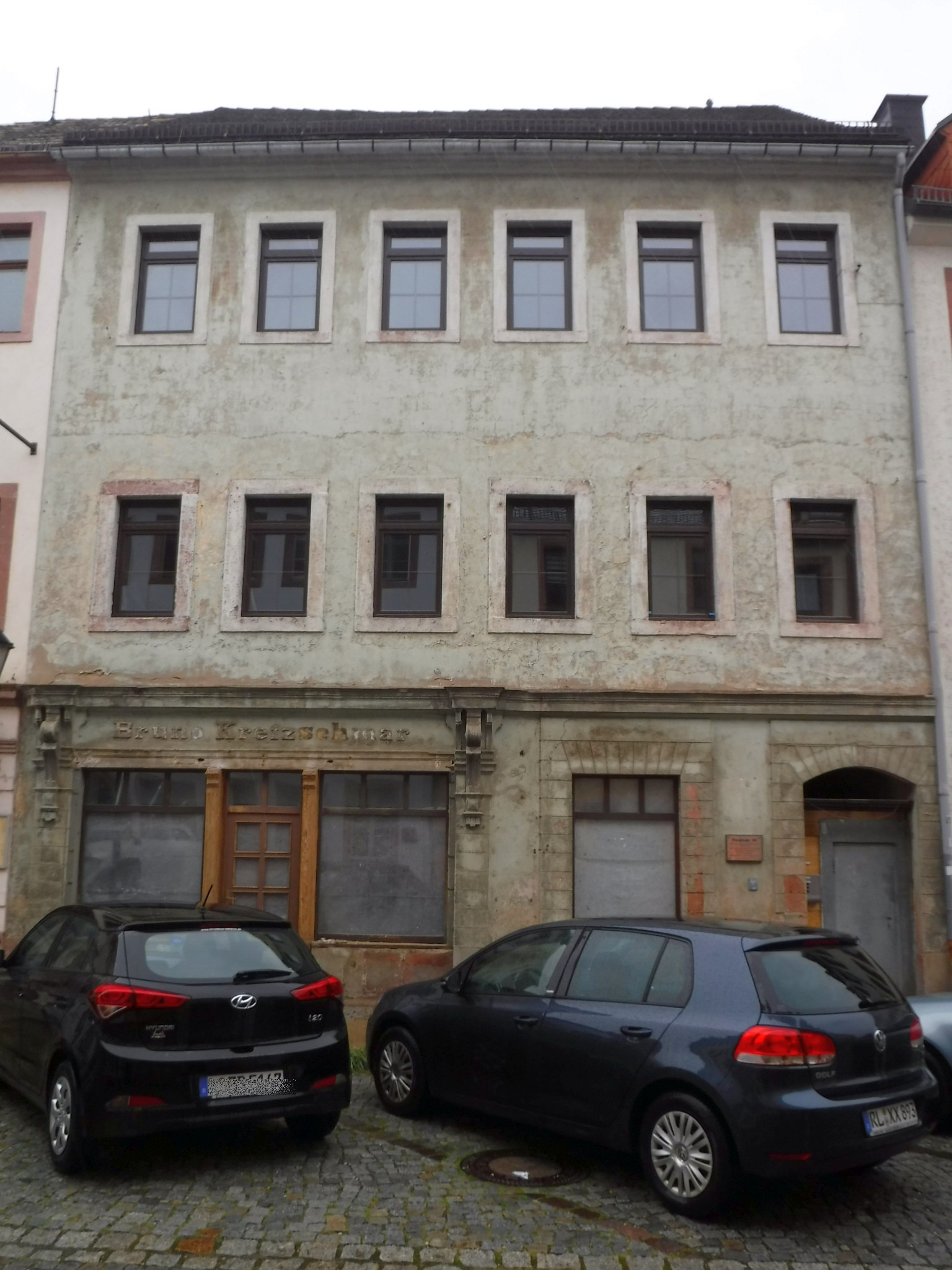
Wohnhaus Putzgers in Rochlitz, Burgstraße 20

Friedrich Wilhelm Putzger (* 10. Januar 1849 in Siebenlehn; † 3. August 1913 in Plauen) war ein deutscher Pädagoge, sächsischer Schulaufsichtsbeamter, Schulbuchautor und Verfasser der ersten Auflage des historischen Atlanten, der noch heute unter seinem Namen vertrieben wird.

## Leben

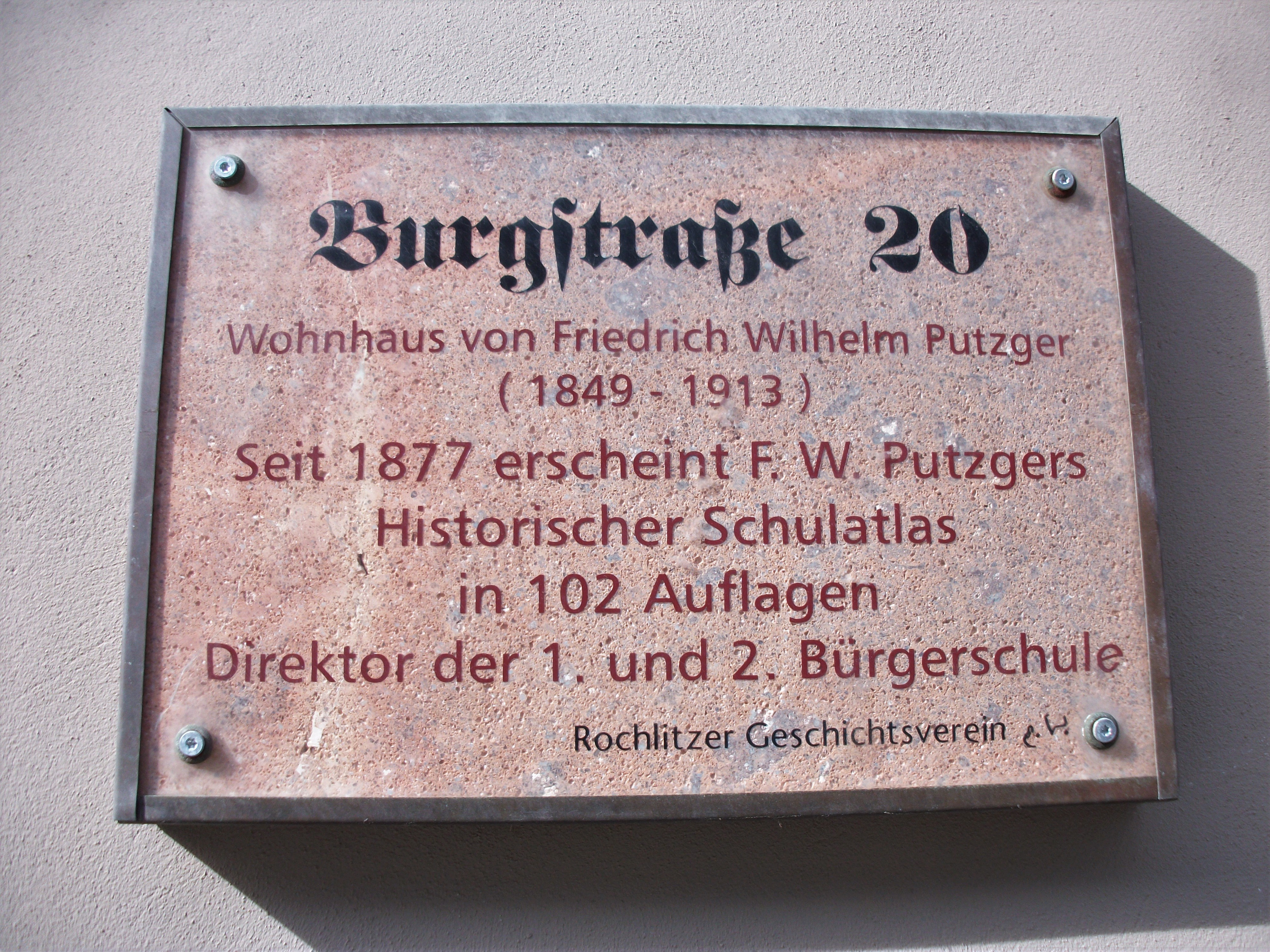
Rochlitz, Burgstraße 20 (Infotafel Putzker)

Friedrich Wilhelm Putzger wurde als Sohn eines Lohgerbers und Bürgermeisters geboren und besuchte die Volksschule seiner Geburtsstadt. Nach deren Abschluss bezog er 1863 das Königlich Sächsische Lehrerseminar im benachbarten Nossen. Ab 1869 war er Hilfslehrer im heutigen Freitaler Stadtteil Deuben. Während des Deutsch-Französischen Krieges diente er als Soldat in der Dresdner Garnison. 1871 wurde er zum Volksschullehrer in Deuben ernannt. Wegen seines guten zweiten Examens wurde er zum Besuch der Universität Leipzig zugelassen. Im Königreich Sachsen war dies seit 1865 für Volksschullehrer ohne Abitur möglich.
1872 immatrikulierte sich Putzger an der Hochschule in Leipzig und legte zwei Jahre später die Kandidatenprüfung für den höheren Schuldienst ab (cand. paed.). 1875 wurde er zum Oberlehrer an der Realschule in Rochlitz ernannt. Eine 1877 eingereichte Dissertation wurde von der Philosophischen Fakultät der Universität Leipzig allerdings wegen zu geringen Umfangs abgelehnt. 1877 schloss Putzger eine Ehe, aus der zwei Söhne und eine Tochter hervorgingen.
1878 trat er das Amt des Direktors der Bürgerschule in Rochlitz an. 1884 begründete Putzger in Rochlitz eine Volksschulbibliothek, aus der die heutige Stadtbibliothek hervorging. 1885 übernahm er auch die Leitung der Rochlitzer Handelsschule. Putzger engagierte sich in mehreren sozialen Vereinen. Sein in einem zweiten Promotionsversuch 1891 vorgelegte bevölkerungsgeschichtliche Studie wurde als methodisch unzulänglich beurteilt, doch schließlich 1892 von Friedrich Ratzel angenommen. Pikanterweise drohte Putzger gerade im historischen Rigorosum bei Karl Lamprecht zu scheitern, was zu der Gesamtnote „rite“ führte.
1892 wechselte Putzger in die Schulaufsicht und wurde Königlich Sächsischer Bezirksschulinspektor (Kreisschulrat) in Auerbach. Damit oblag ihm die hauptamtliche Aufsicht über sämtliche Volksschulen in der Amtshauptmannschaft Auerbach. 1894 übernahm er die gleiche Funktion in der Bezirksschulinspektion Borna. 1900 wechselte er schließlich als Bezirksschulinspektor nach Plauen. 1899 wurde ihm der Titel eines Schulrats verliehen, 1912 erhielt er den Titel Oberschulrat.
Putzger starb am 3. August 1913 kurz vor seiner Pensionierung im Alter von 64 Jahren.

## Der Historische Schul-Atlas

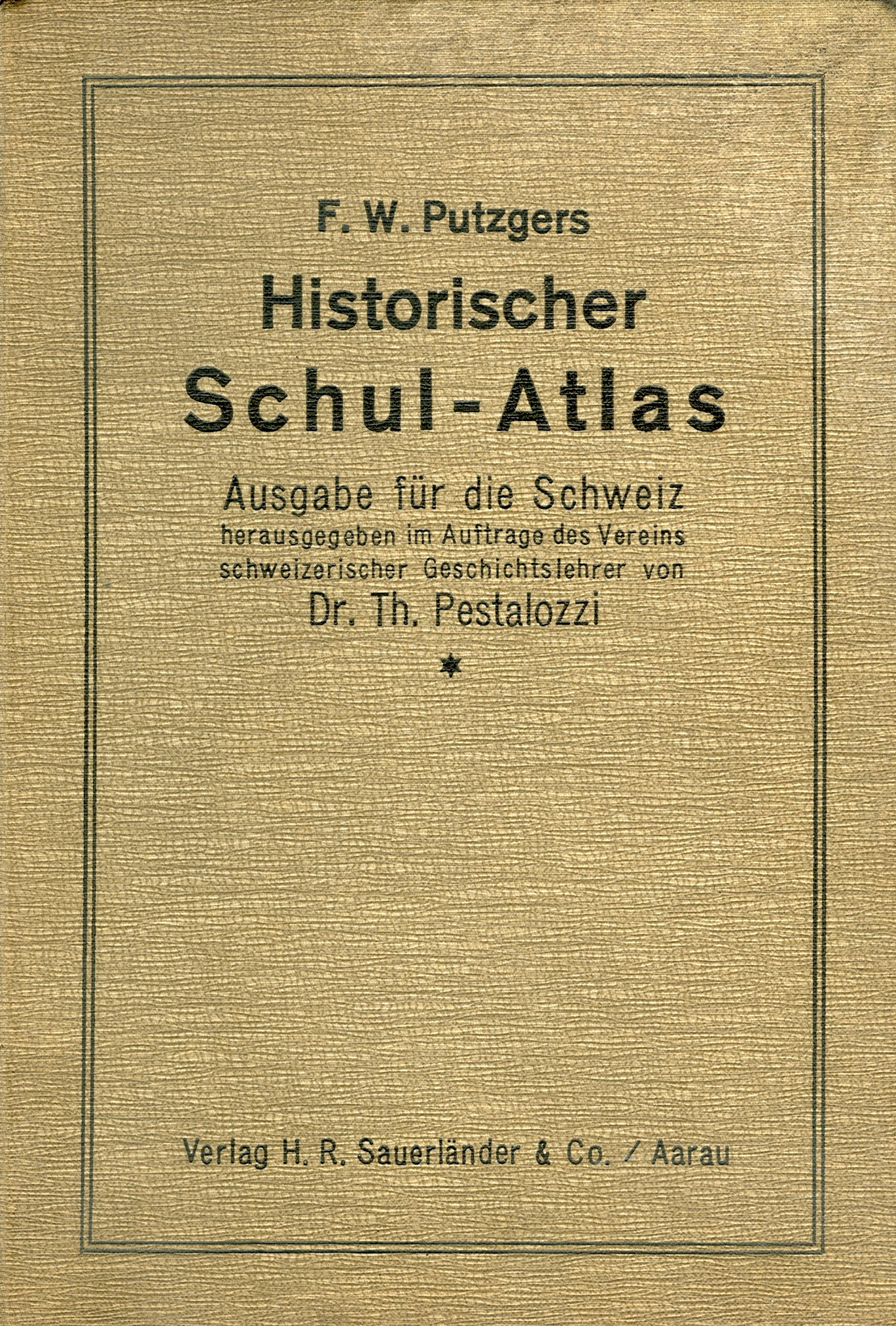
Putzger von 1924, Schweizer Ausgabe

Schon 1876 erhielt Putzger den Auftrag, an der Neuauflage des von den Geographen Richard Andree und Oskar Peschel im Verlag Velhagen & Klasing herausgegebenen Physikalisch-statistischen Atlas des deutschen Reiches mitzuwirken. Seinen Beitrag reichte er 1877 erfolglos als Dissertation an der Universität Leipzig ein. Noch 1876 wurde er vom Verlag beauftragt, einen Geschichtsatlas für den Schulgebrauch zu erarbeiten. Er erschien zuerst im April 1877 als Historischer Schul-Atlas und umfasste 27 Haupt- und 48 Nebenkarten. Der Atlas wurde ein großer kommerzieller Erfolg, der auch auf dem vergleichsweise geringen Preis von 1,50 Mark beruhte. Das Werk erfuhr vor allem in den Realschulen und Gymnasien große Verbreitung. Allerdings bemühte sich der Verlag im selben Jahr um weitere sachkundige Bearbeiter, da Putzgers Kenntnisse in der Alten Geschichte unzureichend waren.
Ab Ende 1880 scheint der Kontakt zwischen Putzger und dem Verlag unterbrochen, seit der 14. Auflage 1888 wurde als Bearbeiter Alfred Baldamus genannt. Der Atlas trug freilich weiter Putzgers Namen. Putzger brachte 1889 bei Velhagen & Klasing einen dünnen Geschichtsatlas für den Gebrauch in Volksschulen heraus. Im Vertrag, der zwischen dem Verlag und dem Autor geschlossen worden war, überließ Putzger gegen ein Honorar seinen Namen dem Verleger für die Verwendung im Zusammenhang mit dem Gymnasialatlas und verzichtete auf jede Mitwirkung an diesem Werk.
Putzgers Verdienst liegt in der Anwendung der Prinzipien der Reduktion und der klaren Strukturierung auf den historischen Stoff, den er selbst allerdings nur mangelhaft beherrschte. Durch seine Arbeitsfreude und seinen Leistungswillen wurde der Historische Schul-Atlas überhaupt erst möglich. Außer historischen Atlanten veröffentlichte Putzger auch Lehrplanvorschläge und Lesebücher.

## Auszeichnungen und Ehrungen
- 1906 Ritter der 1. Klasse des Sächsischen Verdienstordens
- sächsische Kriegsdenkmünze für 1870/71
- Kaiser Wilhelm-Erinnerungs-Medaille